# アンジュ・チボゾ
アンジュ・ジョスエ・チボゾ（Ange Josuè Chibozo, 2003年7月1日 - ）は、ベナンのプロサッカー選手。ベナン代表。FCパソス・デ・フェレイラ所属。ポジションはフォワード。

## 経歴

### 幼少期
ベナンで生まれ、2014年に母親とともにイタリアに移住。2014年、11歳のときにインテル・ミラノの下部組織に所属し、2017年1月にジャナ・エルミニオの下部組織に移った。

### クラブ
2017年夏、ユヴェントスと契約。2021年10月9日、アレッサンドリア・カルチョとの練習試合に63分から途中出場すると、試合終了間際に決勝ゴールを挙げ、非公式戦ながらトップチーム初出場を果たした。UEFAユースリーグでは8試合に出場し、プリマヴェーラの過去最高成績となる準決勝まで進出。グループステージのマルメ戦とゼニト戦、準々決勝のリヴァプール戦、準決勝のベンフィカ戦でゴールを挙げた。このシーズン、公式戦で21ゴールを挙げた。
2022年7月1日、フランスのアミアンに期限付き移籍。アミアンには買い取り義務があると報じられている。7月30日、リーグ・ドゥ開幕戦のメス戦で76分から交代出場し、プロデビュー。2023年に完全移籍となった。
2023年8月28日、FCパソス・デ・フェレイラに期限付き移籍。

### 代表
2022年3月14日、ベナン代表に初招集された。3月27日、ザンビアとの親善試合で代表初出場。

## 個人成績

### クラブ
| 国内大会個人成績 | 国内大会個人成績 | 国内大会個人成績 | 国内大会個人成績 | 国内大会個人成績 | 国内大会個人成績 | 国内大会個人成績 | 国内大会個人成績 | 国内大会個人成績 | 国内大会個人成績 | 国内大会個人成績 | 国内大会個人成績 |
| 年度             | クラブ           | 背番号           | リーグ           | リーグ戦         | リーグ戦         | リーグ杯         | リーグ杯         | オープン杯       | オープン杯       | 期間通算         | 期間通算         |
| 年度             | クラブ           | 背番号           | リーグ           | 出場             | 得点             | 出場             | 得点             | 出場             | 得点             | 出場             | 得点             |
| フランス         | フランス         | フランス         | フランス         | リーグ戦         | リーグ戦         | F・リーグ杯      | F・リーグ杯      | フランス杯       | フランス杯       | 期間通算         | 期間通算         |
| ---------------- | ---------------- | ---------------- | ---------------- | ---------------- | ---------------- | ---------------- | ---------------- | ---------------- | ---------------- | ---------------- | ---------------- |
| 2022-23          | アミアン         | 10               | リーグ・ドゥ     | 23               | 0                | -                | -                | 3                | 0                | 26               | 0                |
| 通算             | フランス         | フランス         | リーグ・ドゥ     | 23               | 0                | -                | -                | 3                | 0                | 26               | 0                |
| 総通算           | 総通算           | 総通算           | 総通算           | 23               | 0                | 0                | 0                | 3                | 0                | 26               | 0                |

### 代表
| ベナン代表 | 国際Aマッチ | 国際Aマッチ |
| 年         | 出場        | 得点        |
| ---------- | ----------- | ----------- |
| 2022       | 1           | 0           |
| 2023       | 1           | 0           |
| 通算       | 2           | 0           |